# NEET

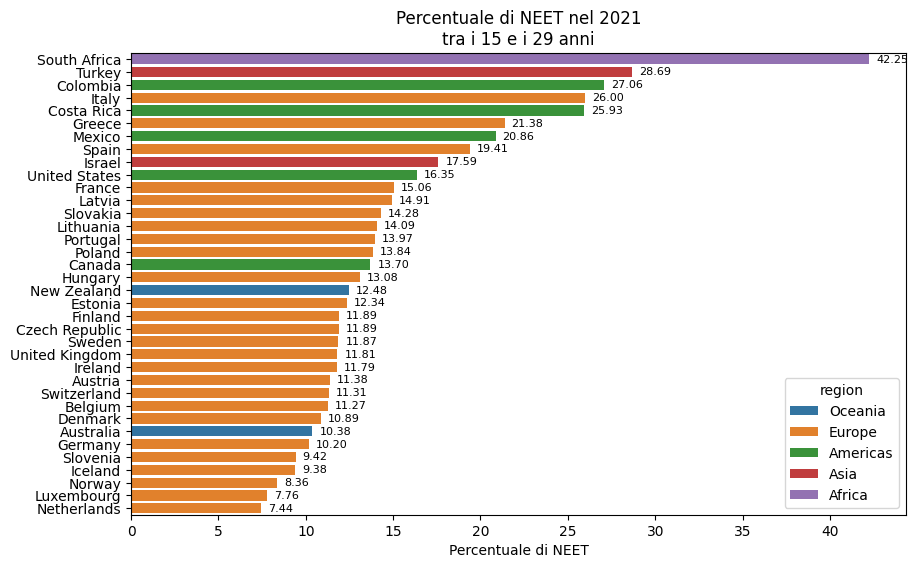
Fonte : [https://data.oecd.org/youthinac/youth-not-in-employment-education-or-training-neet.htm OECD Data

Un NEET o né-né in italiano (dall'acronimo inglese di Not [engaged] in Education, Employment or Training, lett. "Non [attivo] in istruzione, in lavoro o in formazione") è una persona che in un dato momento non studia, né lavora né riceve una formazione. In statistica, sono anche note come persone inattive.
I dati relativi ai né-né sono utilizzati in economia e in sociologia del lavoro per indicare individui che generalmente non sono impegnati nel ricevere un'istruzione, non hanno un impiego né lo cercano e non sono impegnati in altre attività assimilabili e da cui ricavano una formazione, quali ad esempio tirocini, periodi di apprendistato e corsi professionalizzanti.

## Ideazione del termine e fenomeno sociale
È stato usato per la prima volta nel luglio 1999 in un report della Social Exclusion Unit del governo del Regno Unito, come termine di classificazione per una particolare fascia di popolazione, di età compresa tra i 16 e i 24 anni.
In seguito, l'utilizzo del termine si è diffuso in altri contesti nazionali, a volte con lievi modifiche della fascia di riferimento. In Italia, l'utilizzo di né-né come indicatore statistico si riferisce, in particolare, a una fascia anagrafica più ampia, la cui età è compresa tra i 15 e i 29 anni, anche se in alcuni usi viene ampliato per i giovani fino a 35 anni, se ancora coabitanti con i genitori.
Generalmente, il fenomeno sociale interessa la fascia di età compresa fra i 16 (anche se in alcuni paesi la scuola dell'obbligo non termina necessariamente a 16 anni) e i 35 anni.

## Nelle altre lingue
- Nelle zone ispanofone i né-né sono indicati con il neologismo  "Nini" o "Ni-ni" (Ni trabaja, ni estudia, ni recibe formación).
- In catalano, sono noti come "ni-ni" (Ni treballa, ni estudia, ni rep formació).
- Nelle zone lusofone, sono noti come "Nem-nem" (Nem trabalha, nem estuda, nem recebe formação).
- Nelle zone francofone, sono solitamente indicati come NEET (traducibile come Ni en emploi, ni en études, ni en formation).
- In tedesco, sono solitamente indicati come NEET (traducibile come Nicht in Ausbildung, Arbeit oder Schulung).
- In russo, si indicano con il calco fonetico "ni-ni", ни-ни.
- In cinese moderno standard, l'espressione NEET viene resa con il calco fonetico "nítè zú", 尼特族, dove il terzo carattere significa letteralmente "gruppo, etnia".
- In coreano, l'espressione NEET viene resa con il calco fonetico "niteu" 니트.
- Infine, in giapponese l'espressione NEET viene resa con il calco fonetico "niito", ニート.[8]

## Incidenza e diffusione
L'attenzione al fenomeno ha avuto origine nel Regno Unito, e si sta diffondendo rapidamente in altri paesi del mondo, come Giappone, Cina, Corea del Sud e Italia. Secondo l'Istat, in Italia, nel 2009, i né-né nella fascia di età tra i 15 e i 29 anni erano il 21,2 per cento.

### In Europa
A partire dal 2000, il rapporto annuale di EUROSTAT rileva un indicatore relativo ai né-né fra i 18 e 29 anni di età, disaggregato per sesso e Stati membri.

### In Italia
Il fenomeno, in Italia, pare acuirsi in particolare nella fascia 25-30 anni, in cui i né-né rappresentano il 28,8% della popolazione totale, secondo quanto certificato dal Consiglio nazionale dell'economia e del lavoro (CNEL) nel 2011. Nel 2013, secondo l'Istat nel rapporto Noi Italia, "sono il 26% i giovani tra 15 e 29 anni che non studiano e non lavorano", il secondo valore più alto dell'UE dopo la Grecia (28,9%), il triplo della Germania (8,7%) e quasi il doppio della Francia (13,8%).
Al momento il fenomeno è sostanzialmente presente in tutta Italia, ma non si hanno dati certi sulle percentuali relative a nord, centro e sud. Un'analisi puntuale, del giugno 2015 condotta dalla Camera di commercio di Varese, evidenzia che "la quota di NEET varesini (21,4%) risulta superiore alla media lombarda (18,7%) e, a livello regionale, inferiore solo a quella di Como (24%). Dopo Varese seguono Bergamo (21,1%), Cremona e Mantova (entrambe al 21%) mentre la situazione migliore si registra a Lecco con il 14,2%".
Si assiste, inoltre a un forte calo di iscrizioni all'Università, soprattutto negli atenei del Sud Italia, che riguarda, in modo particolare gli studenti provenienti dall'istituto tecnico. Il dato viene interpretato come un effetto della crisi economica accompagnata da una diminuzione della concezione dell'istruzione come ascensore sociale. A scoraggiare l'iscrizione all'università è anche il sistema delle tasse universitarie, a causa delle aliquote pesantemente progressive basate sull'Isee che si riferiscono al nucleo familiare d'origine: viene infatti presa in considerazione la famiglia convenzionale in cui vengono sommati i redditi dei genitori, anche se considerati in un autonomo stato di famiglia.
Nel 2016 l'OCSE stima che in Italia i NEET siano "oltre un terzo dei giovani tra i 20 e i 24 anni [...] Tra il 2005 e il 2015 la loro percentuale è aumentata in misura superiore rispetto agli altri paesi OCSE: +10 punti". Secondo il rapporto di Caritas italiana su povertà ed esclusione sociale 2017 "Futuro anteriore": "Nel 2016 in Italia il 26% dei giovani che ha tra 15 e 34 anni risultava fuori dal circuito formativo e lavorativo. Sono soprattutto donne (56,5%) e provengono dal Nord-est (65,3%). Il 16,8% è straniero".
Nel 2022, il Ministro per le Politiche Giovanili Fabiana Dadone e il Ministro del Lavoro e delle Politiche Sociali, Andrea Orlando, hanno approvato il Piano di emersione e orientamento Neet Working, il quale rileva che, nel 2020, i NEET sono "più di 3 milioni, con una prevalenza femminile pari a 1,7 milioni", portando l'Italia a essere "il Paese con il maggior tasso di NEET in Europa".